# Piperonylbutoxide
Piperonylbutoxide is een synergist voor een aantal insecticiden. Het is zelf geen bestrijdingsmiddel, maar wanneer het samen met een bestrijdingsmiddel gebruikt wordt kan het de doeltreffendheid ervan meer dan vertienvoudigen. Het kan ook de periode verlengen waarin het middel werkt. In de insecten remt piperonylbutoxide de afbraak van het insecticide door het enzym cytochroom P450.
Piperonylbutoxide is aanwezig in de meeste producten op basis van pyrethrinen en pyrethroïden, onder andere in spuitbussen voor gebruik in huis; het wordt ook gecombineerd met rotenon. Er is veel piperonylbutoxide nodig om de synergie te bekomen: 5 à 10 keer zoveel als de actieve stof.

## Synthese
Piperonylbutoxide is een semisynthetisch derivaat van safrol. Door de hydrogenering van safrol (1) bekomt men dihydrosafrol (2). De reactie hiervan met formaldehyde en waterstofchloride levert het chloormethylderivaat (3) van dihydrosafrol. Door dit in reactie te brengen met het natriumzout van di-ethyleenglycolmonobutylether (4) wordt piperonylbutoxide (5) bekomen.

## Toxicologie en veiligheid
De acute toxiciteit van piperonylbutoxide is laag. Bij proeven op muizen is er wel een verhoging van levertumoren vastgesteld bij toediening van hoge doses. De Amerikaanse EPA heeft piperonylbutoxide daarom ingedeeld als een carcinogeen van groep C (mogelijk kankerverwekkend bij de mens op basis van beperkte aanwijzingen bij dierproeven). Dieren die een hoge dosis piperonylbutoxide toegediend kregen, vertoonden ook een verhoogd levergewicht.